# Pelargonium cucullatum
Pelargonium cucullatum är en näveväxtart. Pelargonium cucullatum ingår i släktet pelargoner, och familjen näveväxter.

## Underarter
Arten delas in i följande underarter:
- P. c. cucullatum
- P. c. strigifolium
- P. c. tabulare